# Tsamo
Tsamo är en finländsk historisk dramafilm från 2015 i regi och manus av Markku Lehmuskallio och Anastasia Lapsui 2015. Filmen baseras på sanna händelser och utspelar sig i 1800-talets Alaska och Finland, som båda tillhörde det ryska imperiet.

## Handling
Simon, en finsk gruvingenjör som arbetar i Alaska, köper en sjuåriga flickan Tsamo från indianstammen Tlingit. Simon återvänder till Finland med Tsamo, där Tsamo döps till kristendomen och får namnet Aina. Hon går i skolan i Finland och försöker vänja sig vid det finska samhället, men indianstammens symboler orsakar konflikter med de kristna.

## Rollista
- Albina Tologonova — Tsamo, senare Aina Iliamna Moore
- Wilhelm Grotenfelt —  Simon Moore
- Yovan Nagwetch —  Nashahan
- Thomas Yellowhair —  Kuhkan
- Niklas Groundstroem —  Helmer Moore
- Alma Pöysti —  Alisa Moore
- Kaarle Aho —  hamnkapten Lindstén
- Sakari Lehmuskallio —  präst i Sitka
- Anders Larsson —  Edvin Moore
- Anni-Kristiina Juuso —  Solveig Moore
- Marika Parkkomäki —  Fanny
- Kajsa Ek —  lärare Forsström
- Linda Zilliacus —  Hedvig
- Irmeli Debarle —  Siiri
- Ylva Ekblad —  fröken Fredriksson
- Ragni Grönblom —  fröken Gabrielsson
- Lena Labart —  Alma
- Pia-Carola Runnakko —  lärare
- Raimo Grönberg —  Axel, rektor
- Kaija Kiiski —  prost
- Outi Kavén —  Hilja
- Robert Tennberg —  förare
- Duane Lindoff-Yawké —  Tlingit-indian i Sitka
- Vanessa Morales-Anwoogeex —  korpdansös i Sitka
- Tapio Lehmuskallio —  man på hamnkontoret